# Puchar Świata w biathlonie 2011/2012 – Kontiolahti 2012
Zawody pucharu świata w biathlonie w Kontiolahti były ósmymi w sezonie 2011/2012 w tej dyscyplinie sportu. Konkurencje rozgrywane były w dniach 10–12 lutego. Rywalizacja odbywała się w sztafecie mieszanej, w sprincie oraz w biegu pościgowym. 
Pierwszego dnia rozegrano sztafetę mieszaną. Wygrała Francja przed Ukrainą i Słowacją. Drugiego dnia rozgrywano sprinty. Wśród kobiet wygrała Niemka Magdalena Neuner przed Finką Kaisą Mäkäräinen i Białorusinką Darją Domraczawą. Wśród mężczyzn wygrał Francuz Martin Fourcade przed Rosjaninem Timofiejem Łapszynem i Szwajcarem Benjaminem Wegerem. Ostatniego dnia rozgrywano biegi pościgowe. U kobiet wygrała Finka Kaisa Mäkäräinen przed Niemką Magdaleną Neuner i Białorusinką Darją Domraczawą. U mężczyzn wygrał Norweg Ole Einar Bjørndalen przed Francuzem Martinem Fourcade i Rosjaninem Dmitrijem Małyszko.

## Program zawodów
| Dzień     | Konkurencja             | Początek  | Liczba uczestników |
| --------- | ----------------------- | --------- | ------------------ |
| 10 lutego | Sztafeta mieszana       | 13:00 EET | 19×4               |
| 11 lutego | Sprint mężczyzn         | 11:30 EET | 88                 |
| 11 lutego | Sprint kobiet           | 13:30 EET | 81                 |
| 12 lutego | Bieg pościgowy mężczyzn | 13:15 EET | 60                 |
| 12 lutego | Bieg pościgowy kobiet   | 14:00 EET | 60                 |

## Zestawienie medalistów

### Mężczyźni
| Konkurencja                        | Złoto                               | Srebro                        | Brąz                            |
| Sprint (10 km) szczegóły           | Martin Fourcade Francja (FRA)       | Timofiej Łapszyn Rosja (RUS)  | Benjamin Weger Szwajcaria (SUI) |
| Bieg pościgowy (12,5 km) szczegóły | Ole Einar Bjørndalen Norwegia (NOR) | Martin Fourcade Francja (FRA) | Dmitrij Małyszko Rosja (RUS)    |

### Kobiety
| Konkurencja                      | Złoto                            | Srebro                           | Brąz                            |
| Sprint (7,5 km) szczegóły        | Magdalena Neuner Niemcy (GER)    | Kaisa Mäkäräinen Finlandia (FIN) | Darja Domraczewa Białoruś (BLR) |
| Bieg pościgowy (10 km) szczegóły | Kaisa Mäkäräinen Finlandia (FIN) | Magdalena Neuner Niemcy (DEU)    | Darja Domraczewa Białoruś (BLR) |

### Sztafeta mieszana
| Konkurencja                    | Złoto                                                                         | Srebro                                                                         | Brąz                                                                          |
| K/M (2x6 + 2x7,5 km) szczegóły | Francja Sophie Boilley · Anaïs Bescond · Jean-Guillaume Béatrix · Vincent Jay | Ukraina Natalja Burdyga · Ołena Pidhruszna · Andrij Deryzemla · Serhij Sedniew | Słowacja Jana Gereková · Anastasija Kuźmina · Matej Kazár · Miroslav Matiaško |

## Sztafeta mieszana - 10.02.2012

Francja - zwycięzca sztafety mieszanej

Do biegu zgłoszonych zostało 19 sztafet. Przed startem wycofała się  Słowenia. Rywalizacji z powodu zdublowania nie ukończyły  Chiny,  Czechy i  Litwa.
Wyniki:
| Lp. | Drużyna           | Liczba karnych rund/doładowań karabinu | Wynik     | Strata  |
| --- | ----------------- | -------------------------------------- | --------- | ------- |
| 1   | Francja           | 0+5                                    | 1:26:22.9 |         |
| 2   | Ukraina           | 0+4                                    | 1:26:23.9 | +1.0    |
| 3   | Słowacja          | 0+8                                    | 1:27:06.5 | +43.6   |
| 4   | Rosja             | 0+3                                    | 1:27:29.8 | +1:06.9 |
| 5   | Niemcy            | 2+11                                   | 1:29:05.9 | +2:43.0 |
| 6   | Stany Zjednoczone | 0+12                                   | 1:29:51.0 | +3:28.1 |
| 7   | Finlandia         | 1+10                                   | 1:30:08.1 | +3:45.2 |
| 8   | Białoruś          | 0+10                                   | 1:30:36.2 | +4:13.3 |
| 9   | Estonia           | 0+9                                    | 1:30:49.7 | +4:26.8 |
| 10  | Włochy            | 2+11                                   | 1:31:04.3 | +4:41.4 |
| .   | ...               | ...                                    | ...       | ...     |
| 15  | Polska            | 0+10                                   | 1:33:13.8 | +6:50.9 |

## Sprinty - 11.02.2012

### Mężczyźni

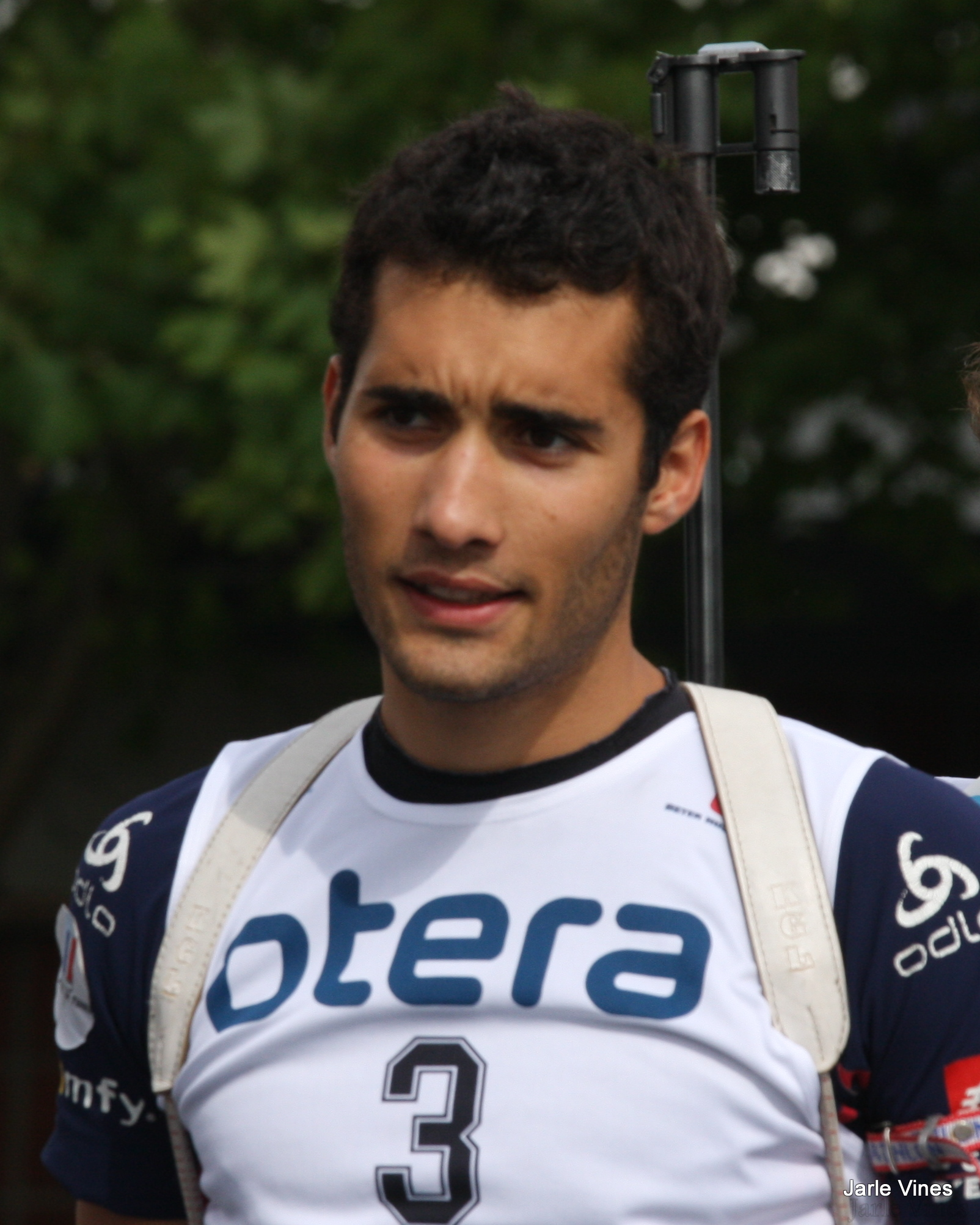
Martin Fourcade - triumfator sprintu mężczyzn

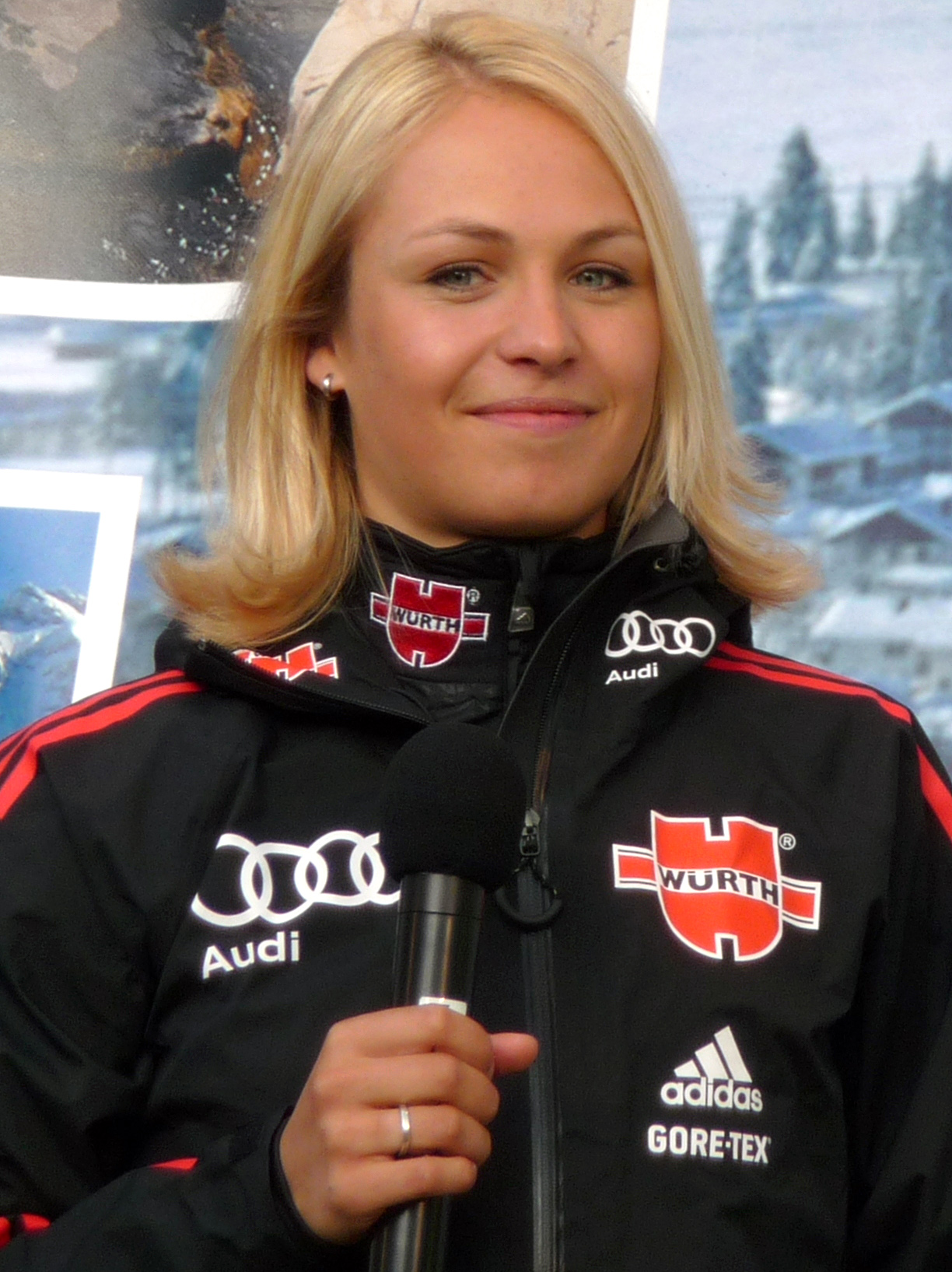
Magdalena Neuner - zwyciężczyni sprintu kobiet

Do zawodów zgłoszonych zostało 88 zawodników. Na starcie nie pojawili się  Jakov Fak. Biegu nie ukończyli  Daniel Mesotitsch i  Tobias Eberhard.
Wyniki:
| Lp. | Zawodnik             | Strzelanie | Wynik   | Strata  |
| --- | -------------------- | ---------- | ------- | ------- |
| 1   | Martin Fourcade      | 0+1        | 24:58.2 |         |
| 2   | Timofiej Łapszyn     | 0+0        | 24:59.0 | +0.8    |
| 3   | Benjamin Weger       | 0+0        | 24:59.8 | +1.6    |
| 4   | Ole Einar Bjørndalen | 0+1        | 25:04.8 | +6.6    |
| 5   | Lowell Bailey        | 0+1        | 25:08.0 | +9.8    |
| 6   | Russell Currier      | 0+0        | 25:13.5 | +15.3   |
| 7   | Dmitrij Małyszko     | 0+1        | 25:14.1 | +15.9   |
| 8   | Christoph Sumann     | 0+1        | 25:16.0 | +17.8   |
| 9   | Daniel Böhm          | 0+0        | 25:17.1 | +18.9   |
| 10  | Anton Szypulin       | 0+2        | 25:17.6 | +19.4   |
| .   | ...                  | ...        | ...     | ...     |
| 78  | Łukasz Szczurek      | 2+1        | 28:32.7 | +3:34.5 |
| 81  | Krzysztof Pływaczyk  | 3+2        | 28:50.2 | +3:52.0 |

### Kobiety
Do zawodów zgłoszonych zostało 81 zawodniczek. Na starcie nie pojawiła się  Anna Maria Nilsson.
Wyniki:
| Lp. | Zawodnik                     | Strzelanie | Wynik   | Strata  |
| --- | ---------------------------- | ---------- | ------- | ------- |
| 1   | Magdalena Neuner             | 1+0        | 23:07.4 |         |
| 2   | Kaisa Mäkäräinen             | 1+0        | 23:19.7 | +12.3   |
| 3   | Darja Domraczewa             | 2+0        | 23:24.4 | +17.0   |
| 4   | Olga Zajcewa                 | 0+0        | 23:37.5 | +30.1   |
| 5   | Anastasija Kuźmina           | 1+1        | 23:38.3 | +30.9   |
| 6   | Miriam Gössner               | 0+0        | 23:40.4 | +33.0   |
| 7   | Anna Bogalij-Titowiec        | 0+0        | 23:50.6 | +43.2   |
| 8   | Tina Bachmann                | 0+1        | 24:03.7 | +56.3   |
| 9   | Olga Wiłuchina               | 0+0        | 24:04.6 | +57.2   |
| 10  | Tora Berger                  | 0+1        | 24:07.0 | +59.6   |
| .   | ...                          | ...        | ...     | ...     |
| 22  | Magdalena Gwizdoń            | 0+0        | 24:52.1 | +1:44.7 |
| 29  | Paulina Bobak                | 0+1        | 25:10.9 | +2:02.6 |
| 32  | Krystyna Pałka               | 1+1        | 25:15.1 | +2:07.7 |
| 36  | Weronika Nowakowska-Ziemniak | 1+0        | 25:23.9 | +2:16.5 |
| 57  | Agnieszka Cyl                | 1+2        | 26:25.7 | +3:18.3 |

## Biegi pościgowe - 12.02.2012

### Mężczyźni

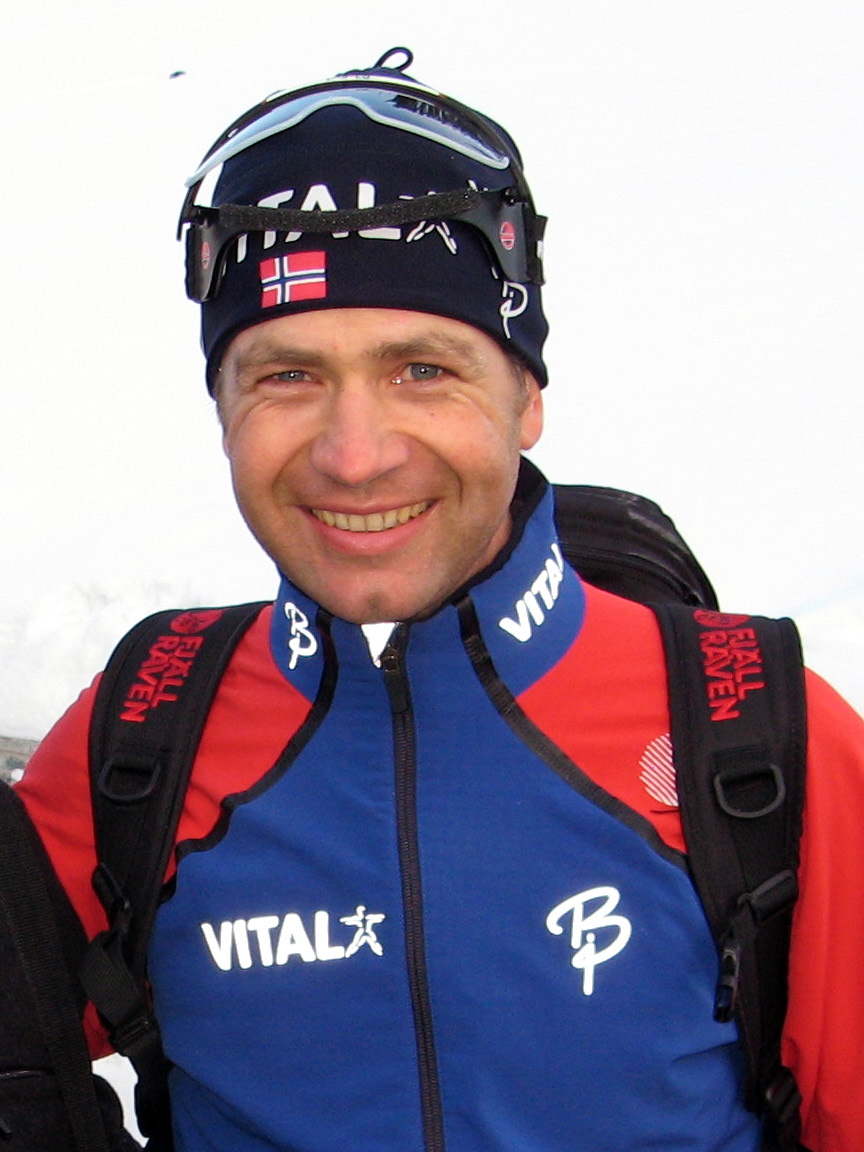
Ole Einar Bjørndalen - zwycięzca biegu pościgowego mężczyzn

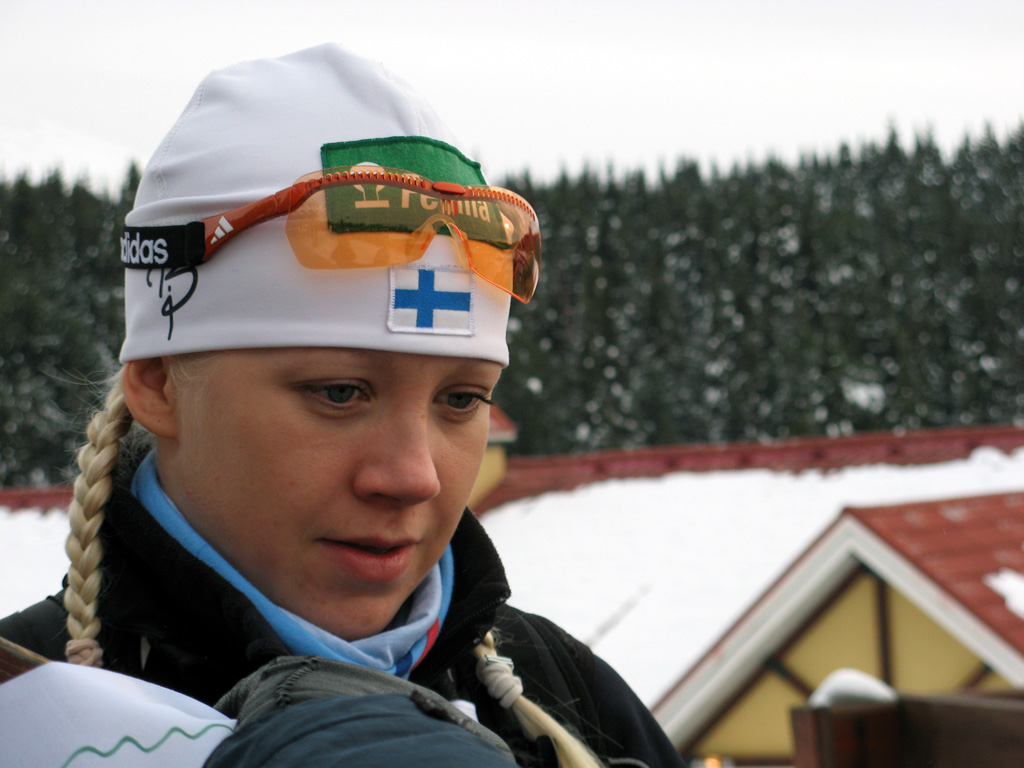
Kaisa Mäkäräinen - triumfatorka biegu pościgowego kobiet

Do zawodów zakwalifikowanych zostało 60 zawodników. Biegu nie ukończyli  Andrij Deryzemla i  Alexis Bœuf. Na starcie nie pojawili się  Tarjei Bø,  Władimir Iliew,  Vincent Jay,  Aleksiej Wołkow,  Michaił Kleczerow i  Michael Rösch.
Wyniki:
| Lp. | Zawodnik             | Strzelanie | Wynik   | Strata  |
| --- | -------------------- | ---------- | ------- | ------- |
| 1   | Ole Einar Bjørndalen | 2+0+0+0    | 33:43.8 |         |
| 2   | Martin Fourcade      | 0+1+0+2    | 33:57.6 | +13.8   |
| 3   | Dmitrij Małyszko     | 1+0+1+0    | 34:06.5 | +22.7   |
| 4   | Emil Hegle Svendsen  | 0+0+0+3    | 34:21.3 | +37.5   |
| 5   | Jewgienij Garaniczew | 0+1+1+0    | 34:21.6 | +37.8   |
| 6   | Christoph Sumann     | 0+0+1+1    | 34:22.7 | +38.9   |
| 7   | Benjamin Weger       | 0+1+2+0    | 34:50.6 | +1:06.8 |
| 8   | Anton Szypulin       | 0+1+2+0    | 34:50.7 | +1:06.8 |
| 9   | Lukas Hofer          | 1+0+1+2    | 35:08.5 | +1:24.7 |
| 10  | Simon Fourcade       | 0+1+0+1    | 35:16.9 | +1:33.1 |

### Kobiety
Do zawodów zakwalifikowanych zostało 60 zawodniczek. Na starcie nie pojawiły się  Éva Tófalvi,  Agnieszka Cyl i  Sabrina Buchholz. Biegu nie ukończyła  Tiril Eckhoff. Zdublowane zostały  Annelies Cook,  Ołena Pidhruszna,  Barbora Tomešová,  Song Chaoqing,  Elin Mattsson i  Kristel Viigipuu.
Wyniki:
| Lp. | Zawodnik                     | Strzelanie | Wynik   | Strata  |
| --- | ---------------------------- | ---------- | ------- | ------- |
| 1   | Kaisa Mäkäräinen             | 0+1+0+0    | 32:23.0 |         |
| 2   | Magdalena Neuner             | 0+1+1+2    | 32:58.9 | +35.9   |
| 3   | Darja Domraczewa             | 2+0+2+0    | 33:00.0 | +37.0   |
| 4   | Olga Zajcewa                 | 0+0+0+0    | 33:34.7 | +1:11.7 |
| 5   | Tora Berger                  | 1+0+0+0    | 34:06.2 | +1:43.2 |
| 6   | Tina Bachmann                | 0+1+0+2    | 34:37.4 | +2:14.4 |
| 7   | Olga Wiłuchina               | 0+0+2+0    | 34:48.7 | +2:25.7 |
| 8   | Andrea Henkel                | 1+0+0+0    | 34:51.5 | +2:28.5 |
| 9   | Zina Kocher                  | 0+1+2+1    | 35:23.5 | +3:00.5 |
| 10  | Anastasija Kuźmina           | 2+2+1+1    | 35:34.4 | +3:11.4 |
| .   | ...                          | ...        | ...     | ...     |
| 23  | Krystyna Pałka               | 2+0+2+0    | 37:47.9 | +5:24.9 |
| 32  | Weronika Nowakowska-Ziemniak | 0+0+3+1    | 38:47.5 | +6:24.5 |
| 40  | Magdalena Gwizdoń            | 0+2+2+1    | 39:41.9 | +7:18.7 |
| 47  | Paulina Bobak                | 1+1+2+2    | 40:34.4 | +8:11.4 |